# Synagoge (Zeltingen)
Die Synagoge in Zeltingen wurde 1853 in der Fährstraße 22 errichtet. 1933 wurde die Synagoge aufgegeben und an einen Privatmann verkauft, der sie zu einem Lager umbaute. In den 1950er Jahren wurde die Synagoge bis auf Teile der Grundmauern abgerissen und ein neues Wohnhaus auf diesen errichtet.

## Synagoge
Bereits vor 1821 gab es eine Synagoge in Zeltingen. Bis zur Trennung der jüdischen Gemeinden Rachtig, Lösnich und Ürzig von der jüdischen Gemeinde Zeltingen 1853, besuchten deren Mitglieder die Synagoge in Zeltingen. 1837 kam es in der Synagoge zu einem Brand. Das Gebäude wurde zwar repariert, war dann aber bereits 1842 in einem so schlechten baulichen Zustand, dass ein Neubau beschlossen wurde. Die neue Synagoge wurde 1853 in der Fährstraße 22 errichtet. Bei dem Gebäude handelte es sich um einen quadratischen Bruchsteinbau mit Walmdach. Ab 1920, nachdem die Kultusgemeinden Rachtig und Zeltingen wieder zu einer Kultusgemeinde verschmolzen waren, wurden die Gottesdienste abwechselnd in der Synagoge Rachtig und der Synagoge Zeltingen abgehalten. 1933 war die Zahl der jüdischen Gemeindemitglieder so weit zurückgegangen, dass die Synagoge aufgegeben und an einen Privatmann verkauft wurde. Dieser baute die Synagoge zu einem Lager um. In den 1950er Jahren wurde das Synagogengebäude bis auf Teile der Grundmauern abgerissen. Diese wurden dann in das an der Stelle neu errichtete Wohnhaus integriert.

## Jüdische Gemeinde Zeltingen
Bis 1853 bildeten die jüdischen Gemeinschaften der Gemeinden Rachtig, Zeltingen, Ürzig und Lösnich eine Kultusgemeinde. Ab diesem Zeitpunkt hatte die jüdische Gemeinde Zeltingen den Status einer eigenständigen Kultusgemeinde inne. Den höchsten Mitgliederstand verzeichnete die jüdische Gemeinde Mitte des 19. Jahrhunderts. Ab dann nahm die Zahl der jüdischen Einwohner immer mehr ab. 1920 schlossen sich die beiden Kultusgemeinden Rachtig und Zeltingen wieder zu einer Kultusgemeinde zusammen, da in beiden Orten die Zahl der jüdischen Gemeindemitglieder stark zurückgegangen war. Die Gemeinde verfügte über eine Mikwe und eine Religionsschule. Zeitweise war ein eigener Religionslehrer angestellt, der auch die Aufgaben des Vorbeters und Schochet innehatte. Die Verstorbenen wurden bis ca. 1876 auf dem alten jüdischen Friedhof in Zeltingen beigesetzt. Ab 1876 dann auf dem neu angelegten jüdischen Friedhof in Zeltingen. Ab 1933, nach der Machtergreifung Adolf Hitlers, wurden die jüdischen Einwohner immer mehr entrechtet. Zudem kam es immer wieder zu antijüdischen Aktionen, die in den Novemberpogromen 1938 ihren Höhepunkt fanden. Dies hatte zur Folge, dass bis 1939 alle jüdischen Familien die Gemeinde verließen.

### Entwicklung der jüdischen Einwohnerzahl
| Jahr | Juden | Jüdische Familien | Bemerkung |
| ---- | ----- | ----------------- | --------- |
| 1808 | 33    | 5                 |           |
| 1833 | 47    |                   |           |
| 1843 | 55    |                   |           |
| 1850 | 46    |                   |           |
| 1924 | 25    |                   |           |
| 1933 | 17    |                   |           |

Quelle: alemannia-judaica.de; jüdische-gemeinden.de
Das Gedenkbuch – Opfer der Verfolgung der Juden unter der nationalsozialistischen Gewaltherrschaft 1933–1945 und die Zentrale Datenbank der Namen der Holocaustopfer von Yad Vashem führen 13 Mitglieder der jüdischen Gemeinschaft Zeltingen (die dort geboren wurden oder zeitweise lebten) auf, die während der Zeit des Nationalsozialismus ermordet wurden.